# Philosophem
Mit Philosophem bezeichnet man allgemein ein philosophisches Element oder Vorkommnis, konkret z. B. einen philosophischen Lehrsatz oder Ausspruch, ein philosophisches Konzept oder eine Theorie.
Der Begriff stammt aus der Philosophie Griechenlands. Er wurde bei Aristoteles zur Bezeichnung eines apodiktischen Syllogismus verwendet (ἔστι δὲ φιλοσόφημα μὲν συλλογισμὸς ἀποδεικτικός esti de philosophêma men syllogismos apodeiktikos,  Top. VIII 11, 162a 15).
Beispiele sind philosophische Begriffe wie Élan vital, Noumenon und Existenzialien oder Charakterisierungen wie „Das gesellschaftliche Sein bestimmt das Bewusstsein“ und „Ewige Wiederkunft des Gleichen“.